# Шауенштајн
Шауенштајн (њем. Schauenstein) град је у њемачкој савезној држави Баварска. Једно је од 27 општинских средишта округа Хоф. Према процјени из 2010. у граду је живјело 2.076 становника. Посједује регионалну шифру (AGS) 9475165.

## Географски и демографски подаци
Шауенштајн се налази у савезној држави Баварска у округу Хоф. Град се налази на надморској висини од 606 m. Површина општине износи 26,7 km². У самом граду је, према процјени из 2010. године, живјело 2.076 становника. Просјечна густина становништва износи 78 становника/km².

## Међународна сарадња
| Мјесто         | Држава   | Врста сарадње | Од    |
| -------------- | -------- | ------------- | ----- |
| Визелбург-Ланд | Аустрија | контакт       | 2000. |
| Извор          |          |               |       |